# Княжичи (Фастовский район)
Кня́жичи (укр. Княжичі) — село, входит в Фастовский район (до 2020 года в Киево-Святошинский район) Киевской области Украины.
Население по переписи 2001 года составляло 938 человек. Почтовый индекс — 08143. Телефонный код — 4598. Занимает площадь 2,132 км².

## История
Княжичи основаны в 991 году, когда князь Владимир Святославич основал замок в Белгороде. За 8 км от последнего была построена крепость, где размещались «княжие люди» (дружина князя). В связи с этим она и получила название «Княжичи».
В 1240 году Княжичи были уничтожены монгольским нашествием. Возродились в XIV веке. В 1489 году упоминаются в источниках еще раз в связи с передачей их польским королем Казимиром IV Киевскому воеводству. В 1709 году гетман Иван Скоропадский передает Княжичи Михайловскому Златоверхому монастырю.

## Местный совет
08143, Київська обл., Фастовский р-н, с. Княжичі, вул. Шевченка, 26